# Pride (motorfiets)
Pride is een historisch merk van motorfietsen.
Ze werden geproduceerd door F.B Puckridge in Port Lincoln. 
Pride was een Australisch motormerk dat in elk geval tussen 1905 en 1910 motorfietsen met Minerva-inbouwmotoren maakte. Puckridge maakte in 1904 ook de eerste auto in Zuid-Australië.